# Ferbérite
La ferbérite est une espèce minérale constituée de tungstate de fer de formule Fe2+WO4 avec des traces : Nb, Ta, Sc, Sn. Elle forme le pôle ferreux de la wolframite, tandis que l'hübnérite forme le pôle manganèse MnWO4. La proportion d'oxyde de tungstène est toujours comprise entre 76 et 80 % (IMA1962). Elle peut former des cristaux de près de 15 cm.

## Inventeur et étymologie
Décrite par Breithaupt en 1863 et dédié à Moritz Rudolph Ferber (1805-1875) de Gera, minéralogiste allemand, le nom ferbérite est due au minéralogiste Liebe.

## Topotype
Aquiles, Sierra Almagrera, Espagne.

## Cristallographie
- Paramètres de la maille conventionnelle : a = 4.76, b = 5.68, c = 4.92, Z = 2; beta = 90.016°, V = 133.02
- Densité calculée = 7,58

## Cristallochimie
Elle forme une série avec l'hübnérite.

## Gîtologie
- Dans des filons pneumatolytiques et pegmatitiques, avec apatite, quartz, hématite, tourmalines, cassitérite, micas (zinnwaldite) et arsénopyrite
- Dans des filons hydrothermaux de haute température avec divers sulfures pyrite, pyrrhotite, chalcopyrite mais aussi la scheelite, ou le bismuth natif.

## Variété
- Reinite (Fritsch 1878) : Variété qui est une pseudomorphose de scheelite en ferbérite[5].
  - Bolivie : Pacuni mine
  - Brésil : Barra Verde Mine
  - France : Puy-les-Vignes, Saint-Léonard-de-Noblat, Haute-Vienne, Limousin[6]
  - Portugal Valdarcas Mine
  - Corée-du-Sud : Ilgwang-myon

## Utilité
Avec la scheelite (CaWO4), la série des wolframites constitue le plus important minerai de tungstène. Ce métal est très recherché pour la fabrication d'aciers spéciaux.

## La découverte du tungstène
La présence de tungstène, élément chimique alors inconnu, dans la wolframite a été mise en évidence par Peter Woulfe en 1779.
C'est Axel Frederik Cronstedt qui introduit en 1755 le mot tung-sten (en suédois : pierre lourde) sans pour autant avoir isolé le corps simple W.
En 1779, P. Woulfe, examinant le minéral appelé maintenant wolframite, conclut à l'existence d'un nouveau métal alors qu'en 1781, Carl Wilhelm Scheele arrive à la même conclusion à partir du minéral qui allait devenir la scheelite.
Ce sont les frères J.J. et F. Elhuyar qui isolèrent l'élément W vers la fin du XVIIIe siècle.

## Galerie

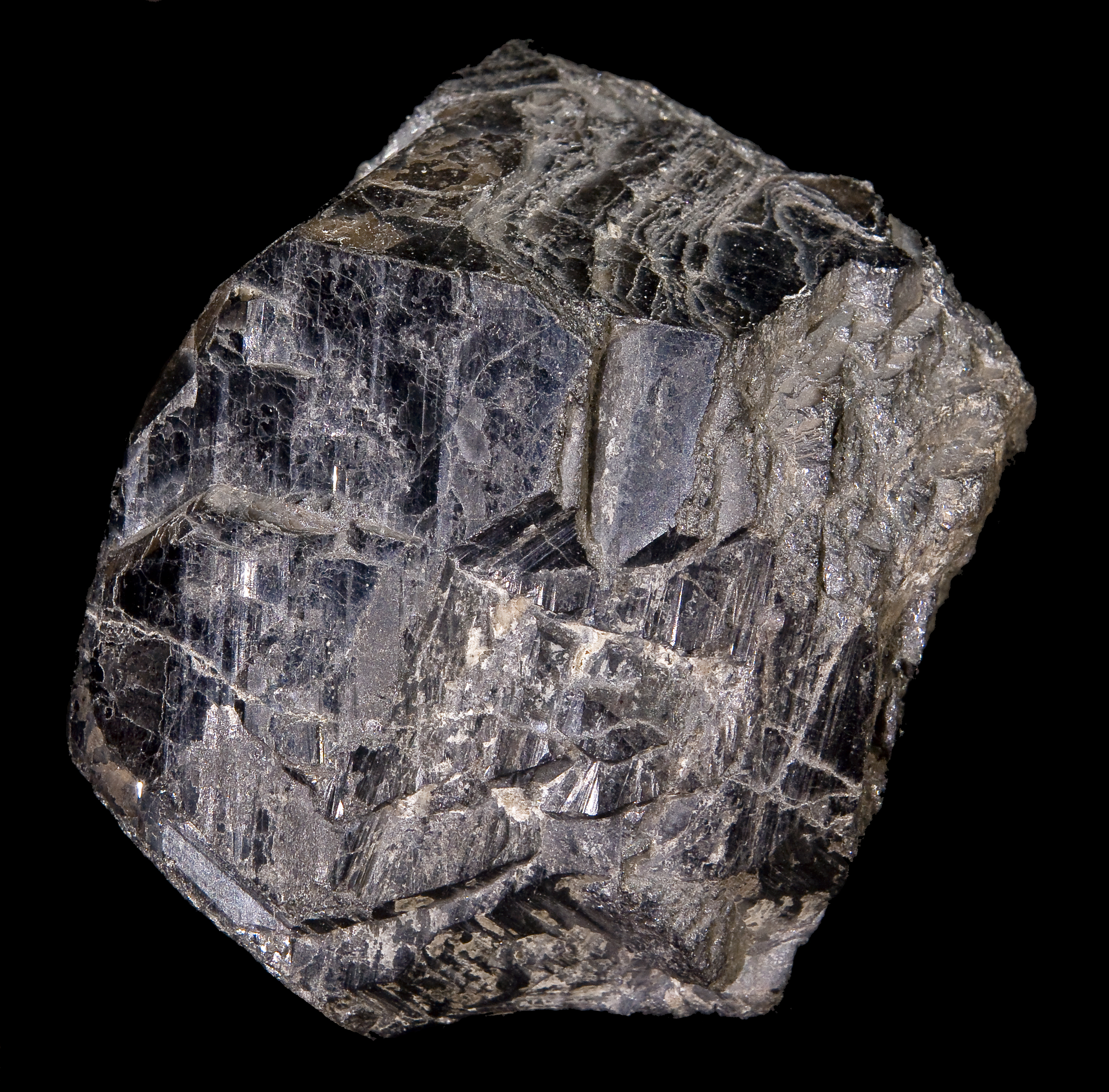
Ferbérite -  Cínovec / Zinnwald,Monts Métallifères, Tchéquie

## Gisements remarquables
- Allemagne /Tchéquie
  - Cínovec / Zinnwald (Cinvald),Monts Métallifères, Saxe et région de Ústí en Bohème, Allemagne et Tchéquie
- France
  - La Baume, Villefranche-de-Rouergue, Aveyron[7]
  - Toul al Lutun, Belle-Isle-en-Terre, Guingamp, Côtes-d'Armor [8]
  - Mine des Montmins (Filon Ste Barbe), Échassières, Ébreuil, Allier[9]
- Portugal
  - Mines de Panasqueira, Panasqueira, Covilhã, Castelo Branco[10]